# Veress Ferenc (orvos, 1907–1989)
Veress Ferenc (Kolozsvár, 1907. május 14. – Kolozsvár, 1989. január 19.) erdélyi magyar orvos, bőrgyógyász, orvosi szakíró, egyetemi tanár. Veress Ferenc (1877–1962) orvos fia.

## Életútja
Középiskolai tanulmányait szülővárosában, a Református Kollégiumban végezte. Orvosi oklevelet 1933-ban szerzett az I. Ferdinand Egyetem Orvosi Karán. 1933–40 között a Bőr- és Nemibetegségek Klinikáján nyert szakképesítést, majd ugyanott gyakornok és tanársegéd. Ebben az időszakban az EME Orvostudományi Szakosztálya választmányának tagja. 1940-től 1943-ig a Kolozsvárra visszatért I. Ferenc József Tudományegyetemen ugyanannak a klinikának első tanársegédje, 1943–45 között adjunktusa, előadótanára. 1945-től a Bolyai Tudományegyetem Marosvásárhelyre áttelepített Orvosi Kara Bőrgyógyászati klinikájának tanszékvezető professzora, 1946–49 között az OGYI-n az Általános Orvosi Kar dékánhelyettese, 1948–52 között a Diákpoliklinika igazgatója. 1952-ben politikai okok miatt Brassóba helyezték, innen azonban rövid idő után sikerült visszatérnie a kolozsvári Bőr- és Nemibetegségek Klinikájára, ahol nyugdíjazásáig (1969) főorvos, utána haláláig a fizetéses poliklinika szakorvosa volt.

## Főbb kutatási területei
A pszoriázis, a tuberculosis cutis luposa (más néven lupus vulgaris), szifilisz, sclerodermatitis (keményedéses bőrgyulladás) és a foglalkozási bőrbetegségek. Első dolgozata a Clujul Medical c. lapban jelent meg 1936-ban a szifilisz kezeléséről. További közleményei a Dermatologica, Orvosképzés, Orvostudományi Közlemények, Bőrgyógyászati–Urológiai–Venerológiai Szemle, Magyar Népegészségügyi Szemle, Kozmetika, Értesítő az EME Orvostudományi Szakosztályából, Revista de Dermato-Venerologie c. folyóiratokban láttak napvilágot. Marosvásárhelyről való távozása után még 102 dolgozatot mutatott be, amelyek közül 17 nyomtatásban is megjelent a Revista de Dermato-Venerologie c. szaklapban. Aktív résztvevője volt a bőrgyógyászati kongresszusoknak.

## Egyetemi jegyzete
- Bőr- és nemibetegségek. I.: A bőr betegségei; II.: Nemibetegségek (Újváry Imre társszerzővel, Marosvásárhely, 1951, 1952).